# Catena Costiera Siriana

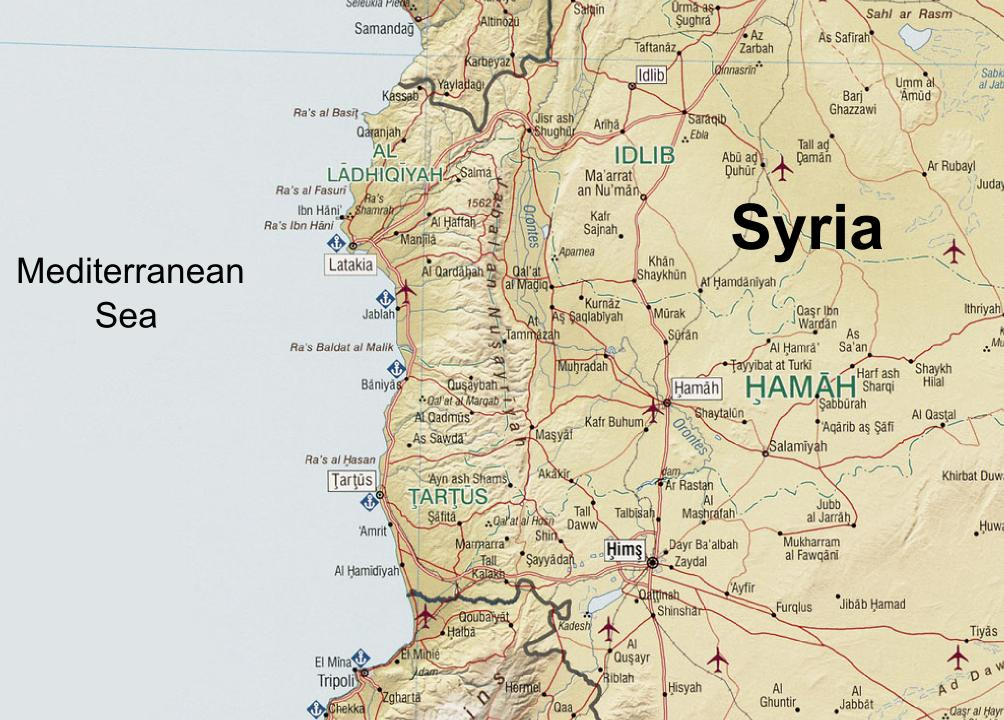
Mappa della Siria che mostra la carena montuosa

La  Catena Costiera Siriana (in arabo  سلسلة الجبال الساحلية‎?  Silsilat al-Jibāl as-Sāḥilīyah ) è una catena montuosa nel nord-ovest della Siria che si estende da nord a sud, parallelamente alla pianura costiera.  Le montagne hanno una larghezza media di 32 kilometri e la loro altitudine media in cresta è di poco superiore ai 1200 m s.l.m. con la vetta più alta, Nabi Yunis, che raggiunge i 1 562 m s.l.m., a est di Latakia. L'altezza media scende a 900 m s.l.m. nel nord, ed a 600 m s.l.m. a sud.

## Nome
In epoca classica, questa catena era conosciuta come  Bargylus, nome menzionato da Plinio il Vecchio. Il termine greco Bargylus aveva le sue radici nel nome di un'antica città-regno chiamata Barga, molto probabilmente situata nelle vicinanze delle montagne. Essa fu una città dell'impero eblaita nel terzo millennio a. C. e poi un regno vassallo degli Ittiti.  È a quest'epoca che risale la denominazione della catena montuosa legata al nome della città.
Nel periodo medievale le montagne costiere erano conosciute come  Jabal Bahra ( جبل بهراء‎) dal nome della tribù araba dei Bahra. Erano in uso anche le denominazioni di  Monti Nusayriyah ( جبال النصيرية‎  Jibāl an-Nuṣayriyah ) o ancora  montagne di Alawiyin  ( جبال الجيين) "Jibāl al-'Alawīyin ); entrambi questi termini si riferiscono agli Alauiti, un gruppo etnoreligioso che ha tradizionalmente abitato quelle zone. Il primo termine, basato su una denominazione antiquata, è ora considerato offensivo per la comunità.

## Geografia
I pendii occidentali ricevono i venti carichi di umidità dal Mar Mediterraneo e sono quindi più fertili e più densamente popolati dei pendii orientali. Il fiume Oronte scorre in direzione nord per 64 km lungo il limite orientale della catena lungo il solco della valle di Ghab, per poi bordeggiarne il limite settentrionale e, scorrendo verso ovest, sfociare nel Mediterraneo. 
A sud di Masyaf (Monti Nosairi) c'è una grande faglia di scivolamento, disposta secondo l'asse nord-est sud-ovest, che, aprendosi in corrispondenza del solco vallivo noto come passo di Homs, separa le propaggini meridionali della catena costiera siriana da quelle del Monte Libano e dell'Anti-Libano. Tra il 1920 e il 1936, le montagne formarono parte del confine orientale dello Stato alauita all'interno del Mandato francese della Siria e del Libano.